# Гугеноты (опера)
Гугеноты (фр. Les Huguenots) — большая опера Джакомо Мейербера в пяти актах на либретто Эжена Скриба и Жермена Делавиня по мотивам романа Проспера Мериме «Хроника царствования Карла IX».

## Введение
Вскоре после постановки «Роберта-дьявола» дирекция парижского театра Большой оперы заказала Мейерберу новое произведение. Выбор пал на сюжет из эпохи религиозных войн по роману Проспера Мериме «Хроника времён Карла IX», имевшему при своём появлении в 1829 году шумный успех. Постоянный сотрудник композитора, известный французский драматург Эжен Скриб дал в своем либретто свободную романтическую трактовку событий знаменитой Варфоломеевской ночи с 23 на 24 августа 1572 года. Пьеса Скриба «Гугеноты» изобилует эффектными сценическими контрастами и мелодраматичными ситуациями в духе французской романтической драмы. В создании текста принимал участие также театральный писатель Эмиль Дешамп, при активном участии самого композитора. Написанная в 1835 году опера «Гугеноты», являющаяся центральной в творчестве Дж. Мейербера, была впервые поставлена 29 февраля 1836 года на сцене Парижской оперы. Музыкальное представление, длившееся более 4 часов, оставило у зрителей сильнейшее впечатление — как виртуозным исполнением партий, так и роскошными, красочными декорациями, сложной сюжетной интригой, многочисленностью участников постановки. Русская премьера состоялась только в 1862 году в Мариинском театре (по цензурным соображениям её долго запрещали к постановке). Шедшая до этого на сцене Итальянской оперы Петербурга сильно изменённая постановка носила название «Гвельфы и гибеллины». Постановщикам оперы во многих городах, приходилось маскировать религиозный конфликт, о котором идёт речь в опере. В Вене и Санкт-Петербурге опера шла под названием «Гвельфы и гибеллины», в Мюнхене и Флоренции — как «Англикане и пуритане», в последнем городе также как «Ренато ди Кронвальд».

## Действующие лица
- Маргарита Валуа, принцесса французская — лирическое сопрано
- Граф де Сен-Бри, католик — высокий бас или баритон
- Валентина, его дочь — сопрано
- Граф де Невер, католик — баритон
- Рауль де Нанжи, гугенот — тенор
- Марсель, его слуга — бас-профундо
- Урбан, паж Маргариты Валуа — колоратурное сопрано или меццо-сопрано
- Коссе (тенор), Таванн (тенор), Торе (бас), Де-Ретц (бас), Мерю (бас) — католики
- Моревер — бас
- Буа-Розе, солдат-гугенот — тенор
- Слуга графа де Невера — тенор
- Солдат — бас

В действии участвуют также придворные дамы, дворяне, две цыганки, три монаха, хор и балет.
Время и место действия — Франция, 1572 год.

## Содержание
Опера «Гугеноты» была поставлена по мотивам повести «Хроника царствования Карла IX» П.Мериме.

### Акт I
В замке хлебосольного графа де Невера, расположенного лишь в нескольких лье от Парижа, настоящее пиршество. Его многочисленные гости, молодые дворяне, предаются веселью — опорожняют кубки отменного вина, поют песни, сыплют остротами. Почти все они — католики, и их шутки зачастую адресованы протестантам, их религиозным противникам. В то же время пирующие провозглашают бесчисленные здравицы в честь своего вождя — герцога де Гиза. Лишь один из гуляющих за этим столом мрачен и молчалив — молодой Рауль де Нанжи. Он протестант-гугенот, и слышать издевательства других над своей верой для него становится невыносимо. Однако хозяин, граф де Невер, распознав состояние Рауля, отвлекает его от опасных мыслей и настаивает на том, чтобы тот рассказал обществу о своём необычном недавнем приключении. Всё застолье дружно присоединяется к этой просьбе; Рауль краснеет, но всё же её исполняет. Оказывается, несколько дней назад, прогуливаясь ночью по парижским предместьям, он увидел прекрасную девушку, на которую напал грязный сброд. Рауль разогнал негодяев, однако имя красавицы так и не успел спросить. С тех пор он безнадёжно влюблён…
В этот момент слуга сообщает графу, что к нему прибыла неизвестная дама. Де Невер велит проводить её для разговора в уединённую часовню, которая находится рядом с пиршественным залом. Весёлые молодые люди, разгорячённые вином, спешат подсмотреть — с кем же у графа свидание? Каков же ужас Рауля, когда он узнаёт в гостье ту, в которую влюблён! В смятении молодой человек клянётся вырвать любовь к ней из своего сердца!
В залу входит Урбан — паж невесты короля Наварры Генриха, принцессы Франции Маргариты Валуа и велит Раулю немедленно следовать за ним по приказу принцессы. Расстроенный, но напутствуемый добрыми пожеланиями товарищей, Рауль отправляется в Лувр.

### Акт II
- Картина первая

Зная о многочисленных стычках представителей враждующих религиозных партий во Франции и, в особенности, в Париже, принцесса Марго решает положить им конец. Для этого она собирается породнить между собой видных представителей католиков и гугенотов — а именно выдать дочь влиятельного графа-католика де Сен-Бри Валентину замуж за молодого гугенота из знатного рода Рауля де Нанжи. Так как Валентина была в это время помолвлена с графом де Невером, Валентина по совету Маргариты тайно посетила графа в его замке и умолила его расторгнуть их предполагаемый брак. Валентина знала, что Рауль — это тот самый её ночной спаситель, она полюбила его всем сердцем и тем охотнее согласилась на план принцессы.
Валентина рассказывает Маргарите, что граф де Невер согласился отказаться от женитьбы на ней. Остальное уже зависит от решения самого Рауля. Последний является во дворец и его проводят в покои принцессы. Сестра короля излагает ему свою волю. Раулю неизвестно имя Валентины де Сен-Бри, и он соглашается на всё. Этим вечером, в торжественной обстановке он увидит свою невесту и её отца, старого графа.
- Картина вторая

После объявления о готовящемся бракосочетании видных представителей гугенотов и католиков обе противостоящие группировки обещают покончить с кровавой враждой. Вот пожимают друг другу руки Рауль и граф де Сен-Бри. В этот момент, по зову Маргариты, в зал входит юная Валентина. Вне себя от счастья, она бросается к своему любимому. Но Рауль — внезапно узнает в своей невесте ту, которую он представлял себе любовницей графа де Невер и всего несколько часов назад застал у того в замке! Вне себя, оскорблённый молодой человек, отвергает девушку при всём собрании придворных и высоких особ королевства. В то же время, он не желает открыть причину такого нелепого и жестокого поступка. Вся в слезах, Валентина бросается вон из дворца. Отец же её прилюдно клянётся, что Рауль кровью поплатится за такое оскорбление.

### Акт III
В парижской часовне, на берегу Сены происходит венчание графа де Невер и Валентины де Сен-Бри. Граф очень доволен, невеста же, отвергнутая Раулем, печальна. Сквозь свадебную сутолоку и толпы зевак пробирается Марсель, немолодой уже слуга Рауля. Он несёт отцу Валентины согласие своего хозяина принять вызов на дуэль, посланный ему графом де Сен-Бри. Роковая встреча состоится сегодня же, на уединённом кладбище Пре-о-Клер, излюбленном месте дуэлянтов. Зайдя в часовню, Сен-Бри обсуждает со своим давним приятелем, католиком Моревелем, последние события. Моревер предлагает графу расправиться с гугенотом иначе — он готов собрать группу верных людей и заколоть обидчика среди ночи на кладбище. Подумав, Сен-Бри соглашается с этим планом.
Валентина, тихо молившаяся в укромном уголке часовни, всё слышала. В ужасе от грозящей любимому опасности и неминуемого бесчестья отцу, она быстро находит Марселя и умоляет его поскорее рассказать обо всём своему хозяину.
Стемнело. На условленном месте появляется Рауль. Противники скрещивают свои шпаги. Внезапно подбежавший Марсель прерывает поединок и указывает молодому человеку на быстро приближающиеся к ним мужские фигуры, среди которых узнаётся и Моревер. Неужели преступление совершится? Но тут старый слуга слышит доносящуюся из соседнего трактира весёлую песню о главе гугенотов, адмирале Колиньи. Не колеблясь, бросается он туда, и через мгновения группа вооружённых протестантов приходит на помощь своему брату по вере. На улице разворачивается настоящее сражение. Прерывает его лишь появление кортежа принцессы Маргариты, сопровождаемой отрядом королевской стражи. Вне себя от увиденного, она упрекает своих подданных в кровожадности и диком поведении. Призвав Рауля, она открывает ему сердце Валентины — девушка любит его, и в момент их знакомства была совершенно невинна. Своей нелепой ревностью молодой человек сам уничтожил своё счастье. Печальный Рауль покидает злосчастную площадь, улица пустеет.

### Акт IV
В доме графа де Невер грустит Валентина. Граф, её супруг, хорош собой, умён, добр и любит жену, но она-то влюблена в другого… Вдруг дверь открывается, на пороге стоит Рауль. Несмотря на грозящие опасности, он пришёл к молодой женщине, чтобы просить прощения за свою ошибку и грубость. Валентина всё ему прощает, но внезапно становятся слышны шаги множества людей. Рауль прячется. В доме, во главе с графом де Сен-Бри, собирается группа дворян-католиков из окружения герцога де Гиза. Сен-Бри сообщает им, что сегодня, в день святого Варфоломея, герцог решил окончательно избавить Францию от еретиков — перебить всех гугенотов от мала до велика. Выступление начнётся по заранее установленному сигналу. А чтобы отличить своих от чужих, заговорщики выдадут всем истинным католикам белые шарфы и белые кресты на шляпы.
Де Невер единственный отказывается примкнуть к этим убийцам, и тесть велит его арестовать. Графа уводят, за ним удаляются и прочие. Оставшись вдвоём с Валентиной, Рауль говорит ей о необходимости поспешить и раскрыть грозившую протестантам опасность. Валентина умоляет его никуда не идти и не подвергать свою жизнь такому риску. Однако Рауль спешит в город.

### Акт V
- Картина первая

В нарядном парижском Отеле де Сан дворяне-протестанты шумно отмечают свадьбу своего предводителя, Генриха Наваррского, и принцессы Маргариты Валуа. Слышны здравицы, вино льётся рекой. Вдруг среди разряженной толпы появляется Рауль де Нанжи — загнанный, в изодранной одежде, весь в крови. Громогласно, перекрывая музыку, он кричит о том, что на улицах и площадях — резня, дома и протестантские церкви завалены грудами мёртвых, что зверски убит адмирал Колиньи. Гости хватаются за оружие и бросаются в свой последний бой, на освещённые горящими домами улицы Парижа.
- Картина вторая

В старинной монастырской церкви скрываются десятки протестантов — женщин, стариков и детей. У калитки во двор этого монастыря и встречаются старый Марсель, раненый Рауль и Валентина, презревшая опасность и мечущаяся по скользким от крови улицам в поисках своего возлюбленного. Она предлагает ему белый шарф и белый крест — они спасут Рауля от неминуемой смерти. Однако молодой человек с презрением отвергает такое предательское и позорное «спасение» — он готов умереть за свою веру, как и сотни его братьев. Валентина же решает никогда не расставаться со своим героем. Её муж, граф де Невер, был убит как изменник католическому делу, она теперь свободна. Готовая к смерти в любой момент, она хочет обвенчаться в эту страшную ночь с Раулем. Марсель на монастырском дворе, в святом месте, проводит этот обряд между католичкой и гугенотом.
Внезапно в церкви раздаются страшные крики и шум — убийцы и здесь добрались до своих жертв. Затем всё смолкает, и Рауль, Валентина и Марсель молятся за души погибших. Постепенно занимается рассвет, однако в монастырском дворе ещё достаточно темно. Слышен топот шагов и звон оружия. Появляется отряд в белых шарфах. «Кто здесь?» — спрашивает грозный голос. «Гугеноты!» — отвечает Рауль. Следует ружейный залп. Опустив аркебузу и подойдя к мёртвым, де Сен-Бри издаёт отчаянный вопль — перед ним лежит пробитое пулями тело дочери.